# 수중고고학

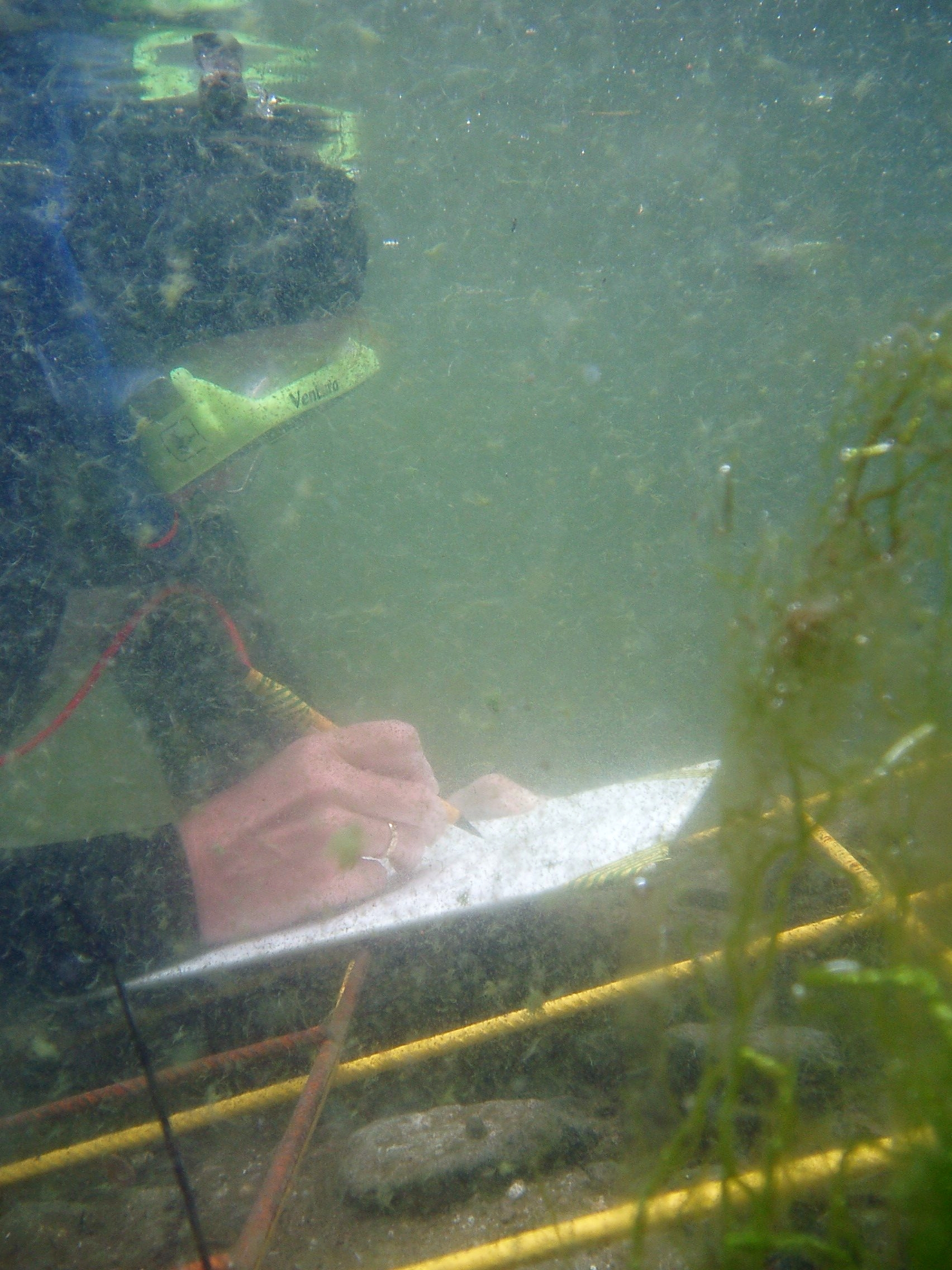
물 속에서 규모를 조사하는 고고학자의 모습

수중고고학(水中考古學, Underwater archaeology)은 고고학의 한 분야로 바다나 강, 호수 등 수중에 있는 유적, 유물들을 다루는 고고학이다. 
기본적으로는 육상고고학과 차이가 없으나 수중이라는 특수한 환경 때문에 여러 어려움이 있어서 비교적 그 역사가 짧다. 또한 해류나 수중 환경에 의해서 작업 도중 여러 안전 문제가 일어나기도 한다. 간혹 수중고고학이라는 학문이 난파선 만을 다룬다는 인식이 있는데 수중고고학은 난파선 연구에만 국한되지는 않는다. 지진으로 인한 해수면의 변화나 극단적인 기후변화로 인한 침수 유적들도 수중고고학에서 다루는 주제이며, 구석기 시대에는 육지의 모습이 상당히 달랐기에 이러한 유적들도 포함된다. 간혹 파괴된 항구 등도 수중고고학에 포함되기도 한다. 
육상고고학의 경우에는 발굴을 한다는 행위 자체가 역사적 가치의 훼손으로 이어질 수 있어서 발굴 행위에 신중한 경향이 있지만, 일반적으로 수중 환경은 문화재를 훼손하는 경우가 많아 발견하는 즉시 발굴 작업에 들어가는 경우가 일반적이다. 하지만 경우에 따라서는 물이라는 매체가 오히려 문화재를 보호하는 기능을 하기도 한다. 일단 발굴을 하여 문화재를 육상으로 끌어올리면 그 시점부터 빠르게 훼손이 진행되는 경우가 많아서 신속한 보존처리가 중요하다. 

## 같이 보기
- 미확인 수중물체